# Crématorium de Berlin-Baumschulenweg
Le crématorium de Berlin-Baumschulenweg est un bâtiment de crémation avec un édifice sacré situé dans le quartier berlinois de Baumschulenweg, qui appartient à l'arrondissement de Treptow-Köpenick.

## Géographie
Le crématorium est situé dans le cimetière de la vieille ville, qui jouxte le canal de Britz au nord. D'ouest en sud, le lieu est délimité par la Südostallee, tandis que du nord au sud-est, la Kiefholzallee constitue la frontière entre l'ancien et le nouveau cimetière urbain.

## Histoire
Avec l'introduction de la crémation en Prusse en 1911, les architectes Bientz et Bardenheuter ont construit un bâtiment à dôme central néoclassique de 1911 à 1913 sur le site du crématorium actuel. Le bâtiment est gravement endommagé pendant la Seconde Guerre mondiale et reconstruit de 1950 à 1952, mais dans une version plus simple.
La RDA utilise le bâtiment pour incinérer clandestinement des victimes du mur de Berlin, telles que Klaus Garten, ou d'autres personnes dont la mort doit être masquée, comme Rudolf Berger.
En raison de la construction du mur, le crématorium ne peut plus être utilisé depuis Berlin-Ouest à partir de 1961, de sorte qu'il a fallu construire un deuxième crématorium à Ruhleben.
Après la réunification, le crématorium doit être démoli en raison de défauts de construction. En 1992, l'État de Berlin lance un concours international d’architecture, remporté par Axel Schultes et Charlotte Frank. Après la démolition en 1996, le nouveau bâtiment est inauguré le 3 mai 1999 avec le premier service commémoratif. Les coûts de construction sont d'environ 60 millions de DM et sont préfinancés par une société de crédit-bail d'Eschborn sous la forme d'un partenariat public-privé. Le Sénat est responsable pour réunir 150 millions de marks allemands pour rembourser les loyers, avec cinq millions de DM par an au cours des 30 prochaines années.
Schultes et Frank reçoivent l'Architekturpreis Beton pour leur conception en 1999.
Au cours des premières années, le nouveau bâtiment présente des faiblesses : le toit fuit et à cause de défauts dans les incinérateurs, tout le système doit être temporairement arrêté.

## Architecture

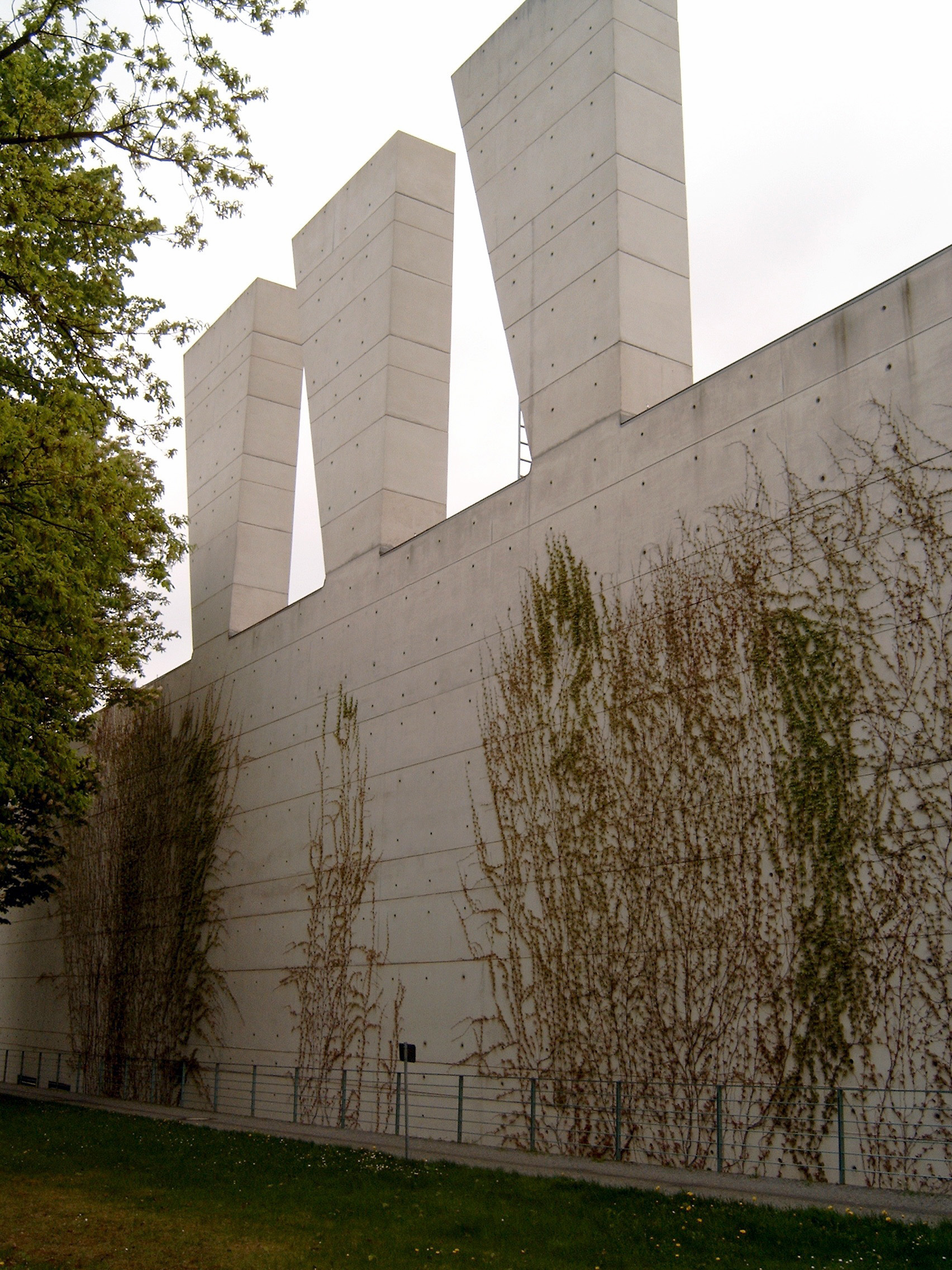
Les trois cheminées

Le bâtiment consiste en un cuboïde sans soudure de 48,96 × 67,20 mètres. Sur une hauteur de bâtiment de 11 m, 4 058 m2 de surface sont aménagés, ce qui correspond à une surface de plancher hors œuvre brute de 9 339 m2. La surface consiste en une façade en béton à face claire, percée en amont et dans des espaces en retrait. Les fenêtres sont recouvertes de lattes turquoise. Celles-ci diminuent dans leur distance vers le haut et peuvent être ajustées. Ainsi, d’une part, l’incidence de la lumière peut être contrôlée, d’autre part, les salles de deuil peuvent être protégées des regards extérieurs. La structure de forme symétrique n'est brisée que par trois cheminées de forme sculpturale qui affleurent le côté ouest et donnent une indication de la fonction. Le bâtiment fait partie des structures en béton apparentes les plus importantes du XXe siècle dans les milieux professionnels. Ceci est justifié notamment grâce à l’utilisation de la classe de haut fourneau CEM II/B, qui a une tendance minimale à la fissuration. Il utilise une grille ascendante à hauteur variable de 82 à 105 cm, les grandes surfaces de béton apparentes donnant l'impression de "blocs de pierre géants". En plus de la surface de béton lisse, le coffrage de mur dans le coffrage de dalle est poursuivi sans joints de pieu. Les ancres de coffrage sont ouvertes dans le hall principal, alors qu'ellles étaient fermées dans les morgues à une hauteur d'environ trois mètres.
L'intérieur sur le plan carré est dominé par 29 colonnes, qui sont équipées de porte-à-faux étroits. Les colonnes sont partiellement disposées en groupes, parfois individuellement et rappellent par leurs chapiteaux clairs un temple romain, ainsi qu'un ciel étoilé (campo stella). En raison de leur position irrégulière dans la salle, les colonnes créent des espaces virtuels supplémentaires où les personnes en deuil peuvent se retirer. Contrairement aux autres crématoriums, la salle permet donc une retraite individuelle. Cela est souligné par le fait qu’il n'y a pas d’entrée centrale, mais on peut entrer ou quitter le hall par plusieurs portes situées de différents côtés du bâtiment. Au milieu de la salle se trouve un petit bassin surmonté d’un œuf de marbre qui symbolise la mort et la renaissance. 13 portes symboliques sont incrustées dans les murs, dont certaines sont empilées avec du sable pour leur rappeler l'éternité.
La salle sert également d’accès aux trois salles disponibles pour les services funéraires. L'incidence de la lumière est conçue pour que les personnes en deuil se trouvent dans la partie sombre du bâtiment, tandis que l'urne peut être placée dans la zone éclairée.
L'acoustique du bâtiment est conçue par la société d'ingénierie acoustique berlinoise Moll et permet l'organisation de concerts principalement à Pâques, mais également pour le dimanche des morts.

## Technique

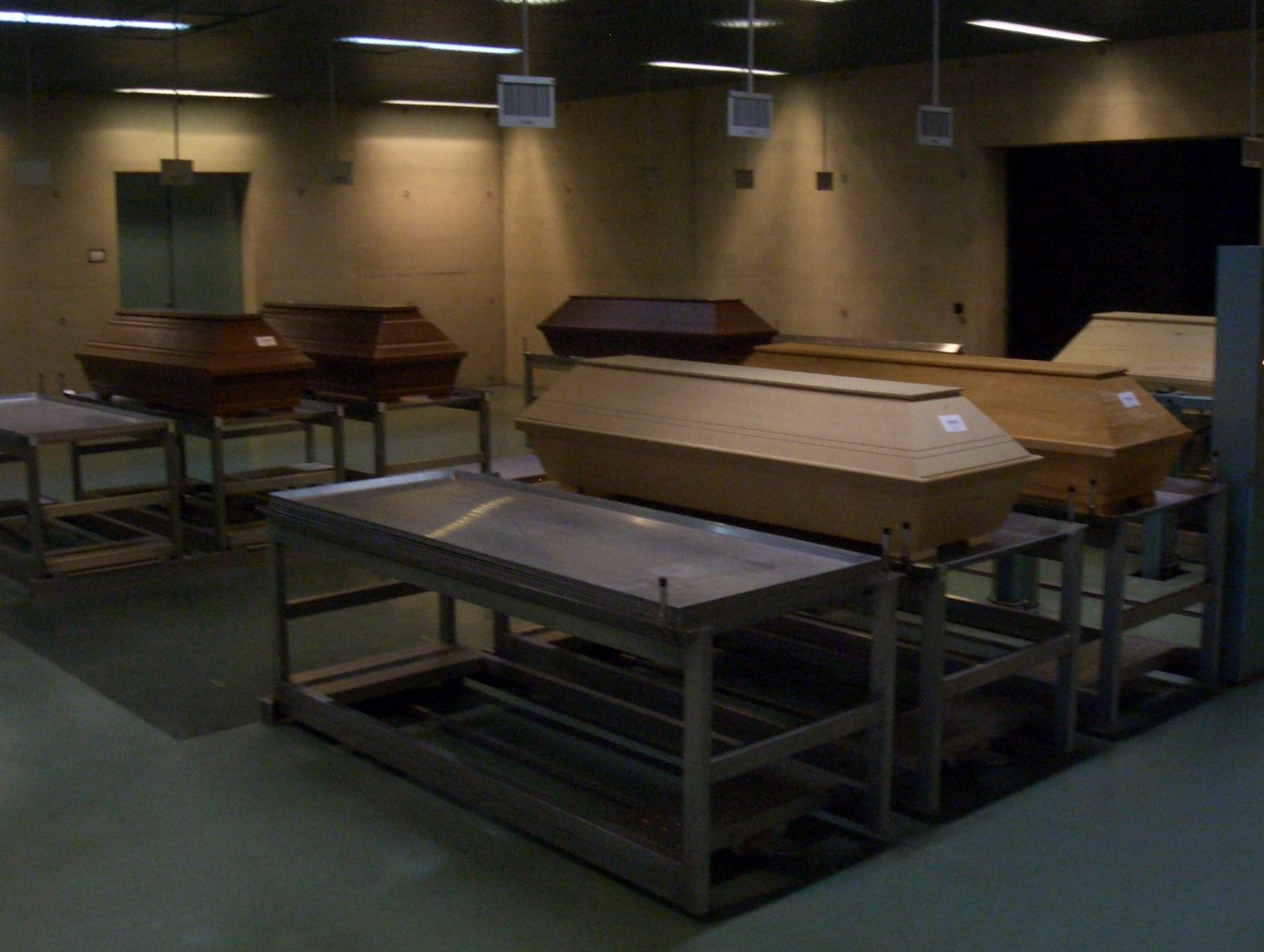
Le sous-sol du crématorium

Le crématorium dispose d'un entrepôt frigorifique pour 628 cercueils à deux niveaux inférieurs, ainsi que d'un entrepôt frigorifique spécial de 24 places pour la médecine légale. Les cercueils sont enregistrés électroniquement après la livraison (via l'allée sud-est) et munis d'un code à barres. De plus, une pierre réfractaire avec un numéro individuel est ajoutée au cercueil. Ainsi, les cendres peuvent être clairement identifiées au cadavre après la crémation. La combustion se fait en grande partie automatiquement ; par exemple, le cercueil est transporté dans le four en appuyant sur un bouton à l'aide d'un dispositif de levage contrôlé par une boucle d'induction magnétique. L'installation de crémation comprend un total de trois fours de crémation pouvant être utilisés dans une opération à trois équipes cinq jours par semaine. Les plaques d'acier rotatives peuvent brûler jusqu'à trois cercueils en même temps, sans que les os ne soient mélangés. Ainsi, jusqu'à 10 000 incinérations par an sont possibles. Les fours sont équipés d'une chambre de combustion des gaz de combustion, dans laquelle les gaz de combustion sont mélangés, puis brûlés avec une post-combustion à une température d'au moins 850 °C. Cela réduit la pollution de l'environnement. Trois autres fours sont préparés, mais pas encore recouverts de chamotte. Les salles du sous-sol sont conçues en utilisant les mêmes moyens architecturaux : béton apparent avec ancrages de coffrage ouverts et balustrades, portes et encadrements gris turquoise. Il n'y a pas de différence entre la crémation fonctionnelle dans le sous-sol et l'architecture et le deuil à l'étage supérieur.

## Source, notes et références
- (de) Cet article est partiellement ou en totalité issu de l’article de Wikipédia en allemand intitulé « Krematorium Berlin-Baumschulenweg » (voir la liste des auteurs).